# Veszprémi KSE
Veszprémi KSE (vollständiger Name Veszprémi Kézilabda Sport Egyesület, deutsch Handballsportverein Veszprém) ist der Name eines Sportvereins aus Veszprém in Ungarn. Aus Marketinggründen spielte der Verein auch unter den Namen Veszprémi KKFT Felsőörs (2017–2021) und Fejér B.Á.L. Veszprém (seit 2021).

## Geschichte
Der Verein versteht sich als Nachfolger des Vereins Veszprém Pannon SE. Seit dem Jahr 2015 spielte die erste Männer-Mannschaft in der Liga Nemzeti Bajnokság I/B, seit der Spielzeit 2020/21 ist sie in der höchsten ungarischen Liga, der Nemzeti kézilabda-bajnokság (NB 1), aktiv.
International tritt der Verein im Jahr 2022 in der EHF European League an.

## Spieler
Zu den Spielern gehörten auch Ádám Borbély, Norbert Gyene und István Pásztor.